# Contee dello Utah
Nello Stato dello Utah, negli Stati Uniti d'America, ci sono ventinove contee.
Lo Utah divenne il 45º Stato membro dell'unione il 4 gennaio 1896.

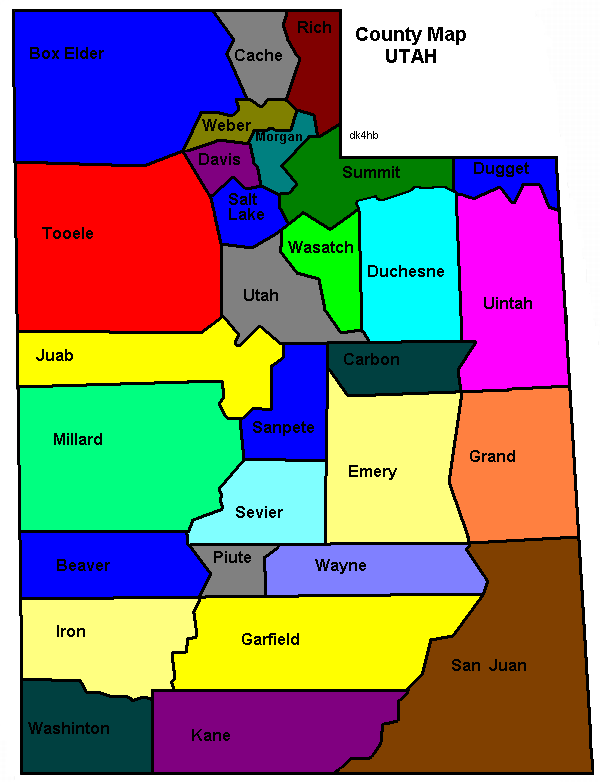

## Lista
Di seguito è riportata una lista con i dati inerenti alla data di istituzione, al capoluogo, all'etimologia, alla superficie, agli abitanti e alla collocazione nello Stato di ciascuna contea.
| Contea     | Capoluogo      | Data di istituzione | Etimologia | Abitanti  | Superficie | Mappa |
| ---------- | -------------- | ------------------- | --- | --------- | ---------- | ----- |
| Beaver     | Beaver         | 1856                | Numerosi castori (in inglese, beaver) popolavano la regione; fiume Beaver.                                                                                               | 7 072     | 6 708 km²  |       |
| Box Elder  | Brigham City   | 1856                | Alberi di acero americano (in inglese, box elder) presenti nella regione.                                                                                                | 57 666    | 17 428 km² |       |
| Cache      | Logan          | 1856                | Dal francese chacher (nascondere), poiché i cacciatori nascondevano qui le loro pellicce.                                                                                | 133 154   | 3 038 km²  |       |
| Carbon     | Price          | 1894                | Miniere di carbone presenti nella regione. | 20 412    | 3 829 km²  |       |
| Daggett    | Manila         | 1918                | Ellsworth Daggett, primo surveyor general dello Utah. | 935       | 1 873 km²  |       |
| Davis      | Farmington     | 1852                | Daniel Coon Davis, pioniere capitano. | 362 679   | 1 641 km²  |       |
| Duchesne   | Duchesne       | 1914                | Fiume Duchesne. | 19 596    | 8 433 km²  |       |
| Emery      | Castle Dale    | 1880                | George W. Emery, governatore del Territorio dello Utah. | 9 825     | 11 555 km² |       |
| Garfield   | Panguitch      | 1882                | James A. Garfield, presidente degli Stati Uniti d'America. | 5 083     | 13 489 km² |       |
| Grand      | Moab           | 1890                | Grand River, nome originario del fiume Colorado. | 9 669     | 9 535 km²  |       |
| Iron       | Parowan        | 1850                | Depositi di ferro (iron in inglese) presenti nell'area. | 57 289    | 8 552 km²  |       |
| Juab       | Nephi          | 1852                | Parola Ute yoab che significa piano o pianura. | 11 786    | 8 822 km²  |       |
| Kane       | Kanab          | 1864                | Thomas L. Kane, militare. | 7 667     | 10 641 km² |       |
| Millard    | Fillmore       | 1851                | Millard Fillmore, tredicesimo presidente degli Stati Uniti. | 12 975    | 17 684 km² |       |
| Morgan     | Morgan         | 1862                | Padre Jedediah Morgan Grant, leader della Chiesa di Gesù Cristo dei Santi degli Ultimi Giorni.                                                                           | 12 295    | 1 582 km²  |       |
| Piute      | Junction       | 1865                | Nativi Paiute. | 1 438     | 1 963 km²  |       |
| Rich       | Randolph       | 1868                | Uno dei primi apostoli della Chiesa di Gesù Cristo dei Santi degli Ultimi Giorni, Charles C. Rich, oppure la fertilità (rich significa "ricca") della Bear River Valley. | 2 510     | 2 813 km²  |       |
| Salt Lake  | Salt Lake City | 1850                | Gran Lago Salato. | 1 185 238 | 2 092 km²  |       |
| San Juan   | Monticello     | 1880                | Fiume San Juan, a sua volta chiamato così dagli esploratori spagnoli in onore di San Giovanni.                                                                           | 14 518    | 20 547 km² |       |
| Sanpete    | Manti          | 1852                | Termine che viene dalla lingua Ute saimpitsi, che significa "popolo della lisca acuta".                                                                                  | 28 437    | 4 113 km²  |       |
| Sevier     | Richfield      | 1865                | Fiume Sevier. | 21 522    | 4 968 km²  |       |
| Summit     | Coalville      | 1854                | L'elevato numero di cime (in inglese summit) presenti nel territorio. | 42 357    | 4 874 km²  |       |
| Tooele     | Tooele         | 1852                | Parola tule, che significa pianta palustre, oppure la parola Goshute tu-wada, che significa orso.                                                                        | 72 698    | 18 874 km² |       |
| Uintah     | Vernal         | 1880                | Una tribù di nativi Ute. | 35 620    | 11 652 km² |       |
| Utah       | Provo          | 1852                | Parola spagnola per il popolo Ute, yuta, che si pronuncia come Utah. | 659 399   | 5 545 km²  |       |
| Wasatch    | Heber City     | 1862                | Termine usato dai nativi Ute per indicare un passo montano. | 34 788    | 3 132 km²  |       |
| Washington | St. George     | 1852                | George Washington, primo presidente degli Stati Uniti. | 180 279   | 6 293 km²  |       |
| Wayne      | Loa            | 1892                | Wayne Robinson, figlio di Willis E. Robinson, delegato per la contea all'Assemblea Costituente dello Utah nel 1895.                                                      | 2 486     | 6 388 km²  |       |
| Weber      | Ogden          | 1852                | Fiume Weber | 262 223   | 1 705 km²  |       |